# Arbaoua
Arbaoua (arabisch عرباوة, DMG ʿArbāwa, Zentralatlas-Tamazight ⴰⵄⵕⴱⴰⵡⴰ Aɛṛbawa) ist eine Kleinstadt mit ca. 4500 Einwohnern bzw. der Hauptort einer Landgemeinde (commune rurale) mit insgesamt ca. 35.000 Einwohnern in der Provinz Kénitra in der Region Rabat-Salé-Kénitra im Norden Marokkos. Die Gemeinde ist eine bedeutende Fundstätte für die Urgeschichte Nordafrikas.

## Lage und Klima
Arbaoua befindet sich ca. 120 km südlich von Tanger bzw. ca. 14 km südlich von Ksar-el-Kebir   an der N1, die diesen Ort mit Kénitra verbindet. Das Klima wird in hohem Maße vom Atlantik bestimmt und ist manchmal wechselhaft; Regen (ca. 600 mm/Jahr) fällt überwiegend im Winterhalbjahr.

## Bevölkerung
| Jahr      | 1994  | 2004 | 2014 | 2024 |
| Einwohner | k. A. | 2333 | 3050 | 4478 |

Die Einwohner sind zumeist berberischer Abstammung.

## Geschichte
Nahe Arbaoua wurde in den 1920er Jahren eine Siedlung entdeckt, die aus römischer Zeit stammte und an einer Straße lag. Ebenfalls aus römischer Zeit stammt ein Miliarium, das man zwischen Ksar el-Kebir und Arbaoua entdeckte. Es ist einer der überaus seltenen Distanzsteine in der römischen Provinz Mauretania Tingitana.
Während der französischen Kolonialzeit ab 1912 war Arbaoua ein Grenzposten gegen den spanischen Norden des Landes.

## Sonstiges
Im Umland von Arbaoua befindet sich einer der mit 35.000 ha Fläche größten Standorte von Eukalyptus und von Eichen in Marokko, genauer von Quercus faginea Lamk. Diese Art findet sich vor allem im äußersten Norden des Landes, Arbaoua ist das südlichste Verbreitungsgebiet auf der Tangerhalbinsel.